# Шестёрка воронов
«Шестёрка воронов» — роман американской фэнтези-писательницы Ли Бардуго, относящийся к авторской вселенной Гришаверс (как и дебютная трилогия «Тень и кость»). Впервые опубликован американским издательством Henry Holt and Company в 2015 году. В России выпущена издательством АСТ в 2018 году.

## Сюжет
Юрда-парем — синтетический наркотик, который может увеличить силу гришей (людей, с особыми магическими способностями) в миллионы раз, но при этом превратить их в одержимых кукол. Попав в неправильные руки, вещество становится опасным оружием и, разумеется, охотников, желающих заполучить ее создателя превеликое множество.
Кеттердам — столица Керчии, город развлечений, удовольствий, университетов, торговых представительств и разрушенных надежд. На этих улицах обитает самый опасный преступник — гениальный вор Каз Бреккер по прозвищу «Грязные руки». Однажды могущественный торговец Ян Ван Эк предлагает Казу сделку — выкрасть Бо Юл-Баюра (создателя юрды-парем) из Ледового Двора во Фьерде за огромную сумму денег. Для выполнения такого опасного задания Бреккер собирает самую отчаянную команду: бывший узник, первоклассный стрелок, беглец из высших слоев общества, шпионка и девушка-гриш.
Собрав команду, Бреккер назначает место встречи на причале. На следующий день, когда отбросы собрались и ждали Инеж, которая в это время, была схвачена Хелен — своей бывшей сутенершей — произошёл взрыв. Как раз к нему и подоспела Призрак. Но никто не пострадал. Оказалось, что Каз предполагал, что в их команде есть крот, и шхуна ждёт в другом месте.
Когда все направлялись к настоящему месту встречи, подростки разделились. Матиас/Нина. Джеспер/Уайлен. Каз. Инеж. Последняя сильно пострадала, но Бреккер — Грязные Руки, прозванный так из-за множество мифов, по поводу того, почему он носит перчатки, и что он может с ними вытворять — помог Инеж и понёс её на руках к шхуне.
Позже, Призрак лежала под присмотром Нины, а Каз жестоко расправился с тем, кто поранил Инеж.

## Главные герои
Каз Бреккер — предводитель Отбросов — преступной группировки, промышляющей в Бочке, самом опасном районе Кеттердама.
Инеж Гафа — шпионка по прозвищу Призрак. В детстве была похищена работорговцами и продана в дом удовольствий «Зверинец», выкуплена Казом для шпионажа. Талантливая акробатка и гимнастка.
Матиас Хельвар — дрюскель, обвиненный в работорговле и заключенный в тюрьму Хеллгейт. Воспитанник Брума и один из его лучших учеников. Влюблён в Нину, но глубоко обижен на нее, так как не знает всех обстоятельств заставивших ее обвинить его в работорговле.
Джеспер Фахи — стрелок с пристрастием к азартным играм родом из Нового Зема. Скрывает тот факт, что является гришом-фабрикатором.
Нина Зеник — гриш-сердцебитка, бывший солдат Второй Армии, которую похитили дрюскели — солдаты фьерданской армии. Смогла выбраться на свободу в ходе кораблекрушения. Влюблена в Матиаса.
Уайлен Ван Эк — сын торговца Яна Ван Эка, сбежавший из дома и поселившийся в Бочке (преступном районе Кеттердама). Вынужден работать с Во́ронами.
Ян Ван Эк — купец, член торгового совета.
Бо Юл-Баюр — создатель юрды-парем.
Кювей Юл-Баюр — сын Бо Юл-Баюра, гриш-инферн. Пленник Фьерды.

## Критика
Повествование романа ведется от лица шести главных героев, постепенно раскрывая читателю их характеры и рассказывая личные истории. The Guardian хвалит Бардуго за тщательную проработку персонажей и постоянные сюжетные повороты, которые не дают заскучать. Однако издание NPR, сравнив роман с историей Дэнни Оушена, указывает на то, что герои романа не воспринимаются как 17-летние подростки, а ведут себя и рассуждают как взрослые, опытные и мудрые люди: тот же Каз Бреккер воспринимается как 50-летний криминальный авторитет.

## Экранизация
В октябре 2019 года компания Netflix начала съемки сериала, основанного на романах Бардуго «Тень и кость» и «Шестерка воронов», они проходили в Будапеште. Режиссером картины выступил Ли Толанд Кригер. Главные роли исполнили Бен Барнс (Генерал Кириган/Дарклинг), Фредди Картер (Каз Бреккер), Джесси Мей Ли (Алина Старкова), Арчи Рено (Мал Оретцев), Амита Суман (Инеж Гафа), Суджая Дасгупта (Зоя Назяленская), Даниэль Галлиган (Нина Зеник), Дэйзи Хэд (Женя Сафина). Съемки завершились в феврале 2020 года. Премьера сериала состоялась 23 апреля 2021 года.